# Trisobbio
Trisobbio är en ort och kommun i provinsen Alessandria i regionen Piemonte i Italien. Kommunen hade 679 invånare (2018).